# Manohar Thana
Manohar Thana là một thị trấn thống kê (census town) của quận Jhalawar thuộc bang Rajasthan, Ấn Độ.

## Nhân khẩu
Theo điều tra dân số năm 2001 của Ấn Độ, Manohar Thana có dân số 9227 người. Phái nam chiếm 52% tổng số dân và phái nữ chiếm 48%. Manohar Thana có tỷ lệ 64% biết đọc biết viết, cao hơn tỷ lệ trung bình toàn quốc là 59,5%: tỷ lệ cho phái nam là 73%, và tỷ lệ cho phái nữ là 54%. Tại Manohar Thana, 18% dân số nhỏ hơn 6 tuổi.